# Грийн Бей
Грийн Бей (на английски: Green Bay) е залив на езерото Мичиган, разположен по протежение на южното крайбрежие на Горен Мичиган и североизточното крайбрежие на Уисконсин.
Той е отделен от останалата част на езерото от полуостров Дор в щата Уисконсин и полуостров Гардън в Мичиган, и верига от острови между тях. Грийн Бей има 120 mph (193км) дължина и ширина в интервала от около 10 мили (16км) до 20mi (32км). Общата му площ е 1,626 квадратни мили (4,210км2).
В южната част на залива, при устието на река Фокс се намира град Грийн Бей. Лео Фриго Мемориален мост (по-рано известен като Тауър Драйв Бридж) се намира на мястото, където свършва залива и започва Фокс Ривър. На местно ниво, залива често се нарича заливът на Грийн Бей, за да се разграничи залива от града. В залива плават големи кораби.
Залива се намира в част от пет окръга на щата Уисконсин (Браун, Дор, Киуони, Маринет, Оконто), и в два на Мичиган (Делта, Меномини).

## История
Оконто, Грийн Бей е дом на Културата Купър, която се заражда от около 5000 – 6000 пр.н.е. В Оконто се намира гробище на индианците от Културата Купър. Това гробище се счита за най-старото гробище в щата Уисконсин и един от най-старите в страната.
Френският йезуит, католически свещеник и мисионер, отец Жан Клод Алоа е първият европеец, който идва в Оконто на 3 декември 1669 г.
Заливът е наречен Ла Бай дьо Пуанс (буквално, „Залива на смърдящите“) от френския изследовател Жан Николе. Това име се появява на много френски карти от 17-и и 18 век. Според Джордж Р. Стюарт, това френско име идва от индианските водачи на Николе, които наричат местните жители уинебаго, живеещи в близост до Грийн Бей с обидната дума, означаваща „вонящите“, така че заливът става „залива на вонящите“. Това име предизвика недоумение у французите и Жак Маркет смята, че името може да се отнася до миризмата на блато, дължащо се на гниенето на многото водорасли в залива, когато той изследва района през май 1673 г. Заедно с другаря си изследовател Луи Жолие, с две канута и петима водачи с френско-индиански произход (метиси), пътуват на югозапад, за да намерят Мисисипи. Маркет и Жолие стигат до Фокс Ривър, близо до изворите и. Французите наричат залива също Байо Верте, а англичаните запазват това име като Грийн Бей.